# 삼손
삼손(히브리어: שמשון‎, 현대 히브리어: Shimshon, 티베리아 히브리어: Šimšôn, 태양의 사람)은 성서의 판관기에 나오는 이스라엘의 전사이자 판관기에 등장하는 마지막 판관이다. 또한 삼손은 이스라엘 역사(歷史)상 최고의 역사(力士)이기도 했다.

## 나실인
나실인이라 함은 성서에 따르면 야훼로부터 직접 선택을 받은 인물로 그들에게는 보통의 사람들과는 달리 특별한 능력이 부여되었다고 한다. 삼손의 경우 엄청난 괴력과 1개 국가도 혼자 파괴할 만큼의 가공할 만한 싸움실력을 부여받았다. 나실인은 어떠한 경우에라도 술을 마셔서는 안되며 머리카락을 잘라서도 안된다. 나실인으로서의 특혜인, 즉 삼손에게는 괴력에 해당하는 능력이 빠져나가버린다는 약점이 있었다.

## 생애
삼손은 우연히 길을 걷다가 만난 사자를 맨손으로 찢어죽인다. 그리고 며칠 후 다시 가보니 그 사자의 시체의 입에 꿀벌이 벌집을 만들어 놓고 있었다. 삼손은 자신의 애인의 동네 사람들인 불레셋 사람들에게 이 사건을 주제로 겉옷 30벌을 걸고 문제를 냈지만 삼손의 애인이 문제의 해답을 유출시켜 결국 삼손은 길을 걷던 다른 불레셋 사람 30명을 죽이고 옷을 빼앗아서 자신이 문제를 낸 사람들에게 나눠줬다.
이에 불레셋 왕은 분노하여 삼손 한 사람을 죽이기 위해 군사를 일으켰으나 삼손은 혼자 당나귀 턱뼈1개만으로 창과 칼로 무장한 불레셋 병력 1,000명을 살해했다. 삼손은 자신을 습격한 불레셋에 복수를 하기 위해 여우 300마리를 잡아다 꼬리에 불을 붙여서 불레셋 농가에 풀어줘 불레셋을 불바다로 만들었다.
삼손은 이 무렵 불레셋 여자인 데릴라와 살고 있었는데 데릴라는 삼손에게 갖은 아양을 떨며 삼손의 힘의 비결을 물었다. 삼손은 그때마다 거짓으로 가르쳐줬는데 이 때문에 데릴라가 삼손과 이혼하려고 하자 괴력의 근원을 불레셋인 아내 데릴라에게 말했다. 그러자 데릴라는 삼손이 잠든 사이에 밀고하여 삼손의 머리카락을 잘랐다. 괴력이 모두 빠져나간 삼손은 불레셋 군대에 잡혀가서 두 눈을 뽑힌 후 포로가 되어 맷돌을 돌리며 노예생활을 하였으나 죽기전에 야훼에게 과오를 뉘우치고 다시 괴력을 얻어 불레셋의 성전을 무너뜨리고 죽었다고 성서에 적혀있다. 특히 삼손이 불레셋의 성전을 무너뜨릴때 살해한 사람의 숫자는 삼손이 살아생전 살해한 사람의 숫자보다 훨씬 많았다고 한다.

## 해석

### 기독교에서

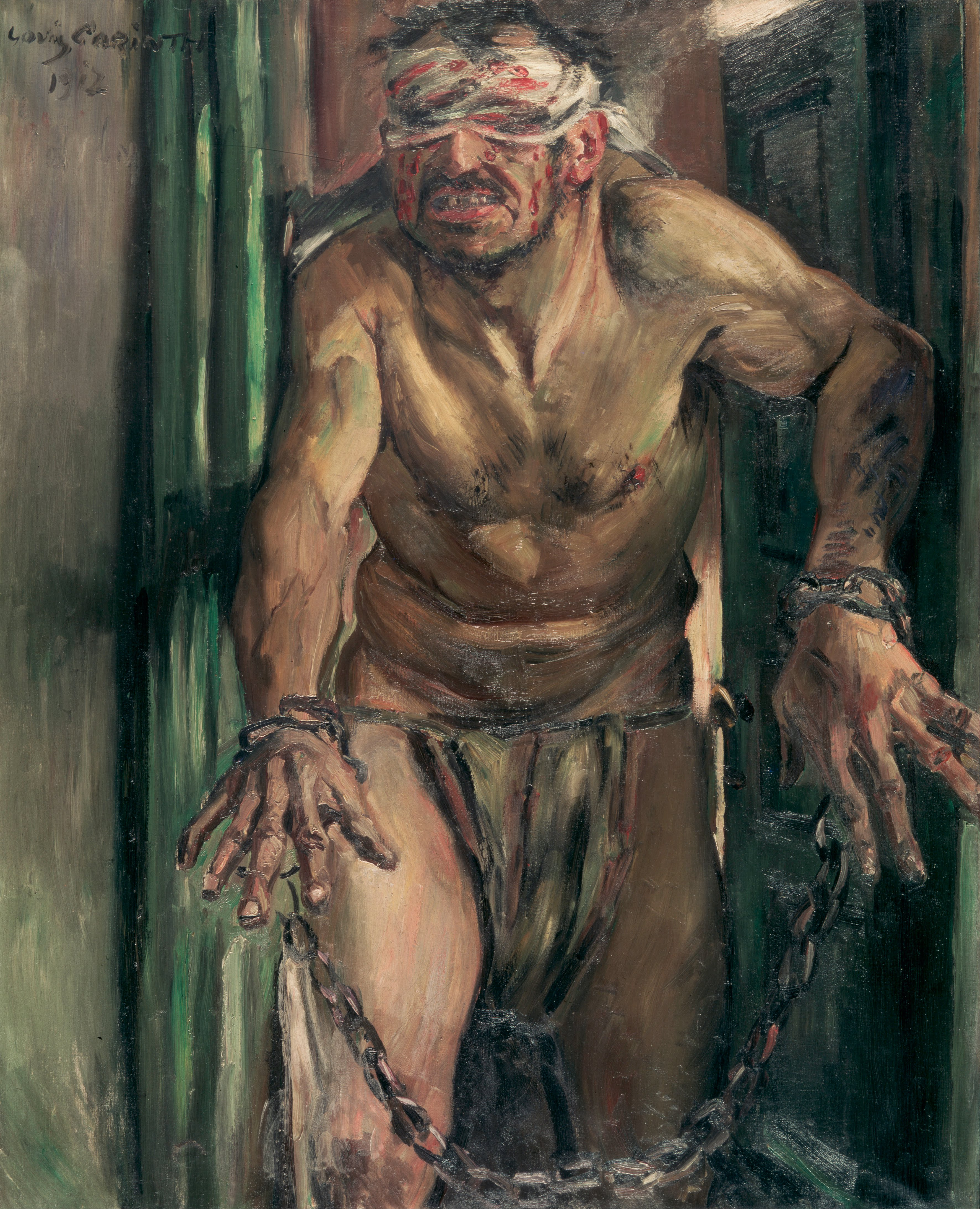
눈 먼 삼손. 로비스 코린트. 1912.

삼손의 이야기는 유대교 뿐 아니라 기독교에서도 심도있게 다루어지는 주제이다. 히브리인들에게 보낸 편지에서는 다른 판관들과 함께 언급되며 믿음으로 국가에 대항해 승리하고, 의를 실현했다고 적는다. 암브로시우스는 요세푸스의 뒤를 이어 들릴라를 불레셋인 창녀로 보았고, 기독교인이 불신자와 결혼할 경우 사랑보다는 배신을 당하게 될 것이라고 적었다. 아를의 체사리오는 삼손이 두 팔을 뻗어 기둥을 무너뜨린 것이 십자가형을 당하는 사람의 자세와 유사하다며 삼손의 죽음을 예수의 십자가형에 대한 예표로 해석했는데, 이 때 들릴라는 광야에서 예수를 시험한 사탄에 대한 표징으로 보았다.
이처럼 삼손을 예수의 예표로 해석하는 견해는 현대에도 이어져오고 있는데, 신약 속 예수의 삶과 삼손의 삶에 대한 비교를 통해 이론은 더욱 구체화되고 있다. 삼손과 예수의 탄생은 모두 천사에 의해 예고되었는데, 그 내용 역시 민족을 구해낼 것이라는 것으로 동일하다. 삼손은 불임 여성에서 태어났고, 예수는 동정녀에게서 태어났다. 삼손은 사자를 쓰러뜨렸고, 예수는 사탄을 쓰러뜨렸는데, 베드로의 첫째 편지에서는 사탄을 '울며 돌아다니는 사자'에 비유하였다. 삼손은 들릴라에 의해, 예수는 가리옷 사람 유다에 의해 배신당했는데, 둘 모두 그 삯으로 은돈을 받았다. 삼손은 죽기 직전 눈이 멀고, 모욕당하고, 노예의 처지였는데, 예수는 죽기 직전 마찬가지로 모욕당하고, 노예와 같이 다루어졌다. 삼손은 악한들 가운데서 죽었는데, 예수 역시 두 도둑들과 함께 십자가형을 당했다.